# رودلف شميد (كاهن كاثوليكي)
رودلف شميد (بالألمانية: Rudolf Schmid)‏ هو كاهن كاثوليكي ألماني، ولد في 26 يونيو 1914 في Schiers ‏ في سويسرا، وتوفي في 24 يونيو 2012 في آوغسبورغ في ألمانيا.